# موینگانا (آیووا)
موینگانا (به انگلیسی: Moingona) یک منطقهٔ مسکونی در ایالات متحده آمریکا است که در آیووا واقع شده‌است. موینگانا ۲۸۰٫۱۱ متر بالاتر از سطح دریا قرار دارد.